# 1992年アルベールビルオリンピックのスピードスキー競技
1992年アルベールビルオリンピックのスピードスキー競技（1992ねんアルベールビルオリンピックのスピードスキーきょうぎ）は、1992年2月20日から2月22日までの競技日程でアルベールビルオリンピックの公開競技として実施された。

## 概要
スピードスキーとはスキー競技のひとつで急勾配の斜面を滑り降り時速を競う競技。ルールは、斜面に設置された100メートルの計測区間内で最も平均速度の速い者が勝者となる。この100メートルの計測区間の前に、300メートルから400メートルほどの助走区間が設けられている。

## 競技結果
| 種目 | 金             | 金          | 銀                 | 銀          | 銅               | 銅          |
| ---- | -------------- | ----------- | ------------------ | ----------- | ---------------- | ----------- |
| 男子 | Michael Prufer | 229.299km/h | Philippe Goitschel | 228.717km/h | Jeffrey Hamilton | 226.700km/h |
| 女子 | Tarja Mulari   | 219.245km/h | Liss Pettersen     | 212.892km/h | Renata Kolarova  | 210.526km/h |